# Anthurium lautum
Anthurium lautum är en kallaväxtart som beskrevs av Thomas Bernard Croat och D.C.Bay. Anthurium lautum ingår i släktet Anthurium och familjen kallaväxter. Inga underarter finns listade.